# Dhimmitudine
Dhimmitudine  è un neologismo derivante dall'arabo dhimmi, usato per definire l'attitudine dei non islamici a sottomettersi ai musulmani. Dhimmi (dialettalmente suona come zimmi; in arabo ذمي‎?, traducibile come "protetto") è lo status giuridico riconosciuto ai non-musulmani che vivono in un sistema politico governato dal diritto musulmano.
La parola dhimmi è un aggettivo ma di norma è usato come un sostantivo in Occidente. Deriva dal sostantivo dhimma, che significa "patto di affidabilità" e denota la relazione giuridica tra non-musulmani e Stato islamico.  "Dhimmitudine" aggiunge il suffisso "-tudine" all'aggettivo dhimmi, creando un nuovo sostantivo con un significato diverso da dhimma. A seconda degli autori, il termine assume significati diversi ma tra loro correlati: può avere una valenza esclusivamente storica o contemporanea o comprendere le due; può riferirsi all'intero sistema del dhimma o alle sole persone.

## Etimologia
Si dice che il termine sia stato coniato nel 1982 dal leader libanese maronita Bashir Gemayel per indicare i presunti tentativi della leadership musulmana del paese di subordinare la popolazione cristiana. In un discorso del 14 settembre di quell'anno pronunciato a Dayr al-Salib, in Libano, disse: «Il Libano è la nostra patria e rimarrà una patria per i Cristiani... Noi vogliamo continuare a battezzare, celebrare i nostri riti, seguire le nostre tradizioni, la nostra fede ed il nostro credo ogni volta che lo desideriamo... per questo ci rifiutiamo di vivere sotto qualsiasi dhimmitudine!».
Il termine è stato introdotto in Occidente dalla scrittrice Bat Ye'or verso il 1983. È stato utilizzato in inglese dal 1985 in una recensione del Prof. James E. Biechler sul Journal of Ecumenical Studies, dove apprezza il lavoro di Ye'or commentando che «probabilmente il contributo singolo più importante dell'autore è la definizione e sviluppo del concetto di "dhimmitudine"». Ye'or ha ulteriormente popolarizzato il termine con i libri The Decline of Eastern Christianity under Islam. From Jihad to Dhimmitude. Seventh-Twentieth Century ed il seguito del 2003 Islam and Dhimmitude: Where Civilizations Collide Dopo gli Attentati dell'11 settembre 2001 l'uso del termine si è ulteriormente diffuso specialmente nei dibattiti sull'Islam.

## Anti Dhimmitudine
Anti Dhimmitudine, un neologismo correlato, descrive il comportamento opposto adottato da chi si oppone o combatte la dimmitudine. È generalmente utilizzato da autori che si oppongono all'attivismo islamico. Fra questi Oriana Fallaci, Bat Ye'or, Ibn Warraq e Ayaan Hirsi Ali.